# Tyler Davis
Tyler Lee-Deon Davis (San José, California, 22 de mayo de 1997) es un baloncestista estadounidense con pasaporte puertorriqueño que pertenece a la plantilla de los Osos de Manatí de la BSN. Con 2,08 metros de estatura, juega en la posición de pívot.

## Trayectoria deportiva

### Universidad
Jugó tres temporadas con los Aggies de la Universidad de Texas A&M, en las que promedió 13,4 puntos, 7,4 rebotes, 1,1 asistencias y 1,1 tapones por partido. De las tres temporadas, en la primera fue incluido en el mejor quinteto freshman de la Southeastern Conference, en la segunda en el segundo mejor quinteto de la conferencia y finalmente en 2018 en el primero. Al término de esa temporada se declaró elegible para el Draft de la NBA, renunciando a su último año de universidad.

#### Estadísticas
| Año     | Equipo    | PJ  | PT  | MPP  | %TC  | %3P  | %TL  | RPP | APP | ROB | TPP | PPP  |
| ------- | --------- | --- | --- | ---- | ---- | ---- | ---- | --- | --- | --- | --- | ---- |
| 2015–16 | Texas A&M | 36  | 34  | 22.8 | .655 | .000 | .625 | 6.2 | .7  | .6  | 1.1 | 11.3 |
| 2016–17 | Texas A&M | 31  | 31  | 26.2 | .617 | .000 | .693 | 7.0 | 1.4 | .5  | .9  | 14.1 |
| 2017–18 | Texas A&M | 35  | 35  | 29.1 | .585 | .280 | .623 | 8.9 | 1.3 | .3  | 1.4 | 14.9 |
| Total   | Total     | 102 | 100 | 26.0 | .614 | .269 | .646 | 7.4 | 1.1 | .5  | 1.2 | 14.4 |

### Profesional
Tras no ser elegido en el Draft de la NBA de 2018, jugó las Ligas de Verano de la NBA con los Brooklyn Nets, donde en cuatro partidos promedió 11,0 puntos y 4,5 rebotes. El 13 de agosto firmó un contrato dual con los Oklahoma City Thunder y su equipo filial de la G League, los Oklahoma City Blue.

### Selección nacional
Hijo de una puertorriqueña, debutó con la selección de Puerto Rico en competición oficial en la Copa FIBA Américas de 2017, competición en la que promedió 12,3 puntos y 6,7 rebotes por partido.

## Estadísticas de su carrera en la NBA

### Temporada regular
| Año     | Equipo        | PJ | PT | MPP | %TC  | %3P | %TL | RPP | APP | ROB | TPP | PPP |
| ------- | ------------- | -- | -- | --- | ---- | --- | --- | --- | --- | --- | --- | --- |
| 2018-19 | Oklahoma City | 1  | 0  | .9  | .000 | -   | -   | 1.0 | -   | -   | -   | .0  |
| Total   | Total         | 1  | 0  | .9  | .000 | -   | -   | 1.0 | -   | -   | -   | .0  |

### Redes sociales
- Tyler Davis en X (antes Twitter)

- Datos: Q48977473
- Multimedia: Tyler Davis / Q48977473